# Lebanon (Missouri)
Lebanon is een plaats (city) in de Amerikaanse staat Missouri, en valt bestuurlijk gezien onder Laclede County.

## Demografie
Bij de volkstelling in 2000 werd het aantal inwoners vastgesteld op 12.155.
In 2006 is het aantal inwoners door het United States Census Bureau geschat op 13.774, een stijging van 1619 (13,3%).

## Geografie
Volgens het United States Census Bureau beslaat de plaats een oppervlakte van
35,4 km², waarvan 35,3 km² land en 0,1 km² water. Lebanon ligt op ongeveer 358 m boven zeeniveau.

## Plaatsen in de nabije omgeving
De onderstaande figuur toont nabijgelegen plaatsen in een straal van 32 km rond Lebanon.

## Geboren
- Michael Hopkins (1968), astronaut